# الحب والانتخابات والشوكولاتة

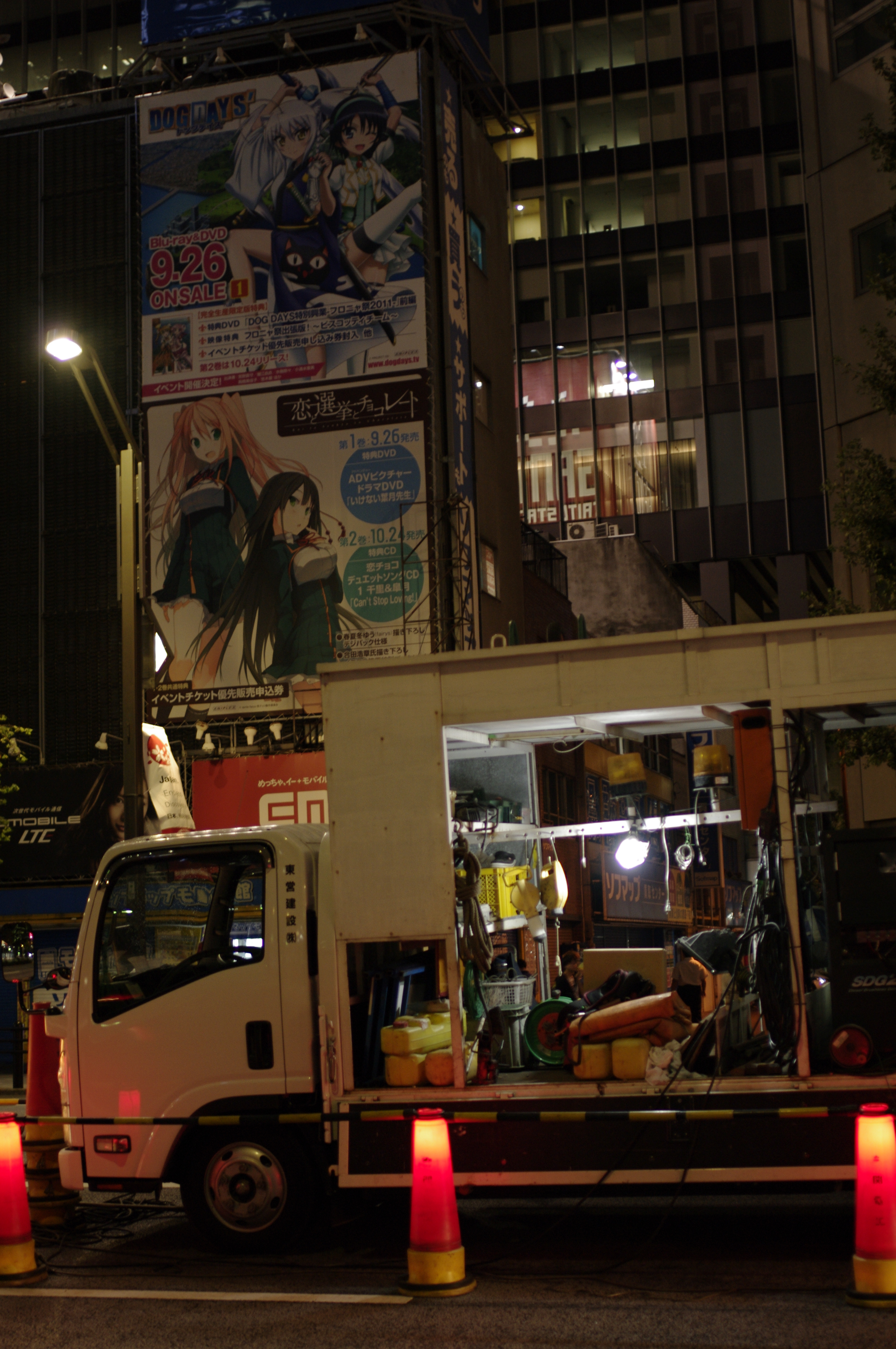
صور معلقة لشخصيات اللعبة في أحد شوارع اليابان

الحب, الانتخابات و الشوكولاتة (باليابانية : 恋と選挙とチョコレート يُنطق باليابانية : كوي تو سينكيو تو تشوكوريّتو) أو يعرف بأختصار كوي تشوكو (باليابانية : 恋チョコ), هي رواية مرئية يابانية للبالغين تم تطويرها من قبل شركة سبرابت وتم طرحها في اليابان لأول مرة في الـ29 من أكتوبر لعام 2010 كلعبة علي منصة ويندوز التي تعمل علي الحواسيب وتم تطوير نسخة أخري علي منصة بي أس بي وأطلقت في الـ29 من سبتمبر لعام 2012 أسلوب اللعب في لعبة الحب، الانتخابات والشوكولاتة معتمد علي نظام اللعب الخطي، والتي تقدم سيناريوهات محددة مسبقًا مع دورات تفاعل، وتركز على جاذبية الشخصيات النسائية الخمس الرئيسية من قبل شخصية اللعب الرئيسية. وبعد النجاح الكبير التي حققته اللعبة قررت شركة إيه أس سي أي أي للاعمال الرقمية أن تقوم بعمل مانغاتين وقامت بنشرهما في مجلتي دينجيكي جي ودينجيكي دايوه التابعة لها وقامت بالأتفاق مع أستديو إيه آي سي بيلد وذلك لعمل آنمي تلفيزيوني مكون من 12 حلقة.السلسلة من إنتاج وإخراج تورو كيتاهاتا وتم بثها في الفترة بين يوليو وسبتمبر 2012، مع حلقة إضافية تم إصدارها على قرص بلو -راي ومع الجزء الأخير من الدي في دي النهائي الذي يشمل علي الحلقات الأخيرة في مارس 2013 .

## اللعب
تدور أحداث اللعبة بحيث يأخذ اللعب دور يوكي أوجيما. في هذه اللعبة يتطلب من اللاعب القليل التفاعل حيث عليه قضاء معظم مدة اللعبة في قراءة النص الذي يظهر على الشاشة، وهو ما يمثل القصة السرد والحوار. تتبع اللعبة خطًا متفرّعًا بنهايات متعددة، واعتمادًا على القرارات التي يتخذها اللاعب أثناء اللعبة، ستتقدم الحبكة في اتجاه معين علي غرار الكثير من هذه الألعاب.
هناك خمسة خطوط حبكة رئيسية بحيث يُتاح للاعب الفرصة كي يجربها، واحدة لكل بطلة من بطلات القصة. بين الحين والآخر، سيصل اللاعب إلى نقطة معينة بحيث تُمنح له الفرصة للاختيار بين خيارات متعددة. حيث يتوقف تقدم النص مؤقتًا عند هذه النقاط حتى يتم الاختيار. لعرض جميع خطوط الحبكة بالكامل، يتعين على اللاعب إعادة تشغيل اللعبة عدة مرات واختيار خيارات مختلفة وذلك لنقل القصة في اتجاه بديل. في إصدارات اللعبة المخصصة للبالغين، هناك بعض مشاهد الـرسوم الحاسوبية الجنسية بحيث يتم تصوير يوكي يقوم بالجنس مع إحدي الشخصيات الرئيسية الخمس.

## الحبكة
تدور قصة اللعبة حول بطل الرواية يوكي أوجيما، الذي يرتاد أكاديمية تكافوجي الخاصة (باليابانية : 私立高藤学園 تُنطق باليابانية : شيريتسو تاكافوجي جاكوين) ، وهي مدرسة كبيرة تضم أكثر من ستة ألاف طالب. ويعد يوكي عضو في نادي تقييم الأطعمة (باليابانية : 食品研究部 تُنطق باليابانية : شوكوهين كينكيو- بو) ، والمختصر باسم ن.ت..ط أو "شوكين" (ショッケン) ، إلى جانب سبعة آخرين، من بينهم صديقة طفولته تشيساتو سوميوشي. بحيث يقضي الأعضاء وقتهم في النادي لا يقومون بالكثير من الأنشطة غير تقديم الأطعمة ومناقشة بعض الأمور التي حصلت لهم في المدرسة. عندما يحين موعد انتخابات الرئيس القادم لمجلس الطلاب، تقوم ساتسوكي شينونومي الفتاة الأكثر شعبية في المدرسة وعضوة اللجنة المالية بوضع سياسة مفادها بأنه يجب فرز وإلغاء الأندية التي ليس لها أي ميزة أو أهمية بسب تلقيها دعم مالي كبير مما يؤثر علي ميزانية المدرسة بحد قولها. يسعى نادي تقييم الأطعمة للحصول على المساعدة من قبل رئيس مجلس الطلاب الحالي ياكومو موري، الذي يقترح ترشح يوكي في الانتخابات كمرشح معارض لسياسة ساتسوكي. يوكي يتعلم عن القضايا التي تواجه المدرسة ويقرر الترشح للانتخابات وتدور الأحداث إلي أن يصل لهدفه ويصبح الرئيس الجديد لمجلس الطلاب.

## الشخصيات

### الشخصيات الاساسية
يوكي أوجيما (باليابانية : 大島 裕樹 تُنطق باليابانية : أوجيما يوكي)
أداء صوتي: يويتشي ناكامورا (أنيمي )، يوكا كيشو (طفل)
يوكي أوجيما هو بطل القصة وهو طالب في السنة الثانية في أكاديمية تاكافوجي، ويعيش في شقة مع والدته. مات والده عندما كان طفلا. وهو عضو في نادي تقييم الأطعمة. غالبًا ما يكون منزعجًا عندما يناديه شخص ما باسمه الأخير بشكل خاطئ حيث يُنطق- أوشيما، وليس أوجيما. في الأنمي، يعلم مشاعره تجاه تشيساتو ويصبح فيما بعد حبيها.
تشيساتو سوميوشي (باليابانية : 住吉 千里 يُنطق باليابانية : سوميوشي تشيساتو)
أداء صوتي: كيكيو كاكيتسوباتا (لعبة كمبيوتر)، إريكو ناكامورا (لعبة PSP  / أنيمي )، هيرو ناكاجيما (طفلة)
تشيساتو هي طالبة في السنة الثانية في أكاديمية تاكافوجي وهي صديقة الطفولة يوكي وصديقته المقربة. وهي رئيسة نادي تقييم الأطعمة. لا تحب الشوكولاتة بسبب وفاة شقيقها الأصغر دايكي الذي كان مولعا بالشيكولاتة. أصبحت فيما بعد حبيبة يوكي في الأنمي.
إسارا أومي (باليابانية: 青海 衣更 تُنطق باليابانية : أومي إسارا)
أداء صوتي: ميتسو آنزو (لعبة كمبيوتر)، ماي كادواكي (لعبة PSP  / أنيمي )
إسارا هي طالبة في السنة الأولى. تعيش مع والدتها وشقيقيها الأصغر. تعمل في مطعم للوجبات السريعة لأن عائلتها فقيرة، وتتعرض للتنمر من قبل الطلاب الأغنياء باستمرار، جسديًا ولفظيًا.
ميتشيرو موريشيتا (باليابانية : 森下 未散 تُنطق باليابانية : موريشيتا ميتشيرو)
أداء صوتي: أسامي إيماي (لقد تم إنشاءوها كريكو إينوهارا في اللعبة PC)
ميتشيرو هي طالبة في السنة الأولى وزميلة إسارا. هي من الوافدين الجدد الذين انضموا إلى نادي تقييم الأطعمة قبل انتخابات مجلس الطلاب. تعيش في عنبر الطلبة لأن منزلها بعيد عن أكاديمية تكافوجي. إنها بشكل عام هادئة جدًا، ولا تتحدث سوى بضع كلمات للتعبير عن أفكارها مثل عادي، ولا تبتسم أبدًا. تعرف كيف تعزف أغنية واحدة على الهارمونيكا التي علمتها لها صديقتها كانا، وجاءت إلى أكاديمية تكافوجي للبحث عنها بعد أن فقدت القدرة علي الأتصال بها. لديها القدرة على رؤية الحالة المزاجية للشخص، بحسب الألوان حيث يعبر الأزرق (عن الحزن) والأصفر (عن السعادة) والأرجواني / الأسود (عن الشر).
ميفيو كابا (باليابانية : 木場 美冬 يُنطق باليابانية : كابا ميفيو)
أداء صوتي: آريسو ناروساكا (لعبة كمبيوتر)، كاوري ميزوهاشي (لعبة PSP  / آنمي )
ميفويو هي طالبة في السنة الثانية. هي زميلة يوكي وعضوة في نادي تقييم الأطعمة. إنها في الواقع أكبر من يوكي بسنة واحدة حيث كان عليها إعادة نفس السنة بسبب قيامها بعملية جراحية وذلك لأستصال جزء مريض من جسمها قبل أن ترى يوكي لأول مرة. هي من هوكايدو. تذهب مع تشيساتو ويوكي إلى المدرسة معًا سيرًا على الأقدام كل صباح.
ساتسوكي شينونومي (باليابانية : 東雲 皐月 تُنطق باليابانية : شينونومي ساتسوكي)
أداء صوتي: سوميري كوناتسو (لعبة PC)، يو أساكاوا (PSP لعبة  / انمي )
ساتسوكي هي طالبة في السنة الثانية. وهي عضوة في مجلس الطلاب ورئيسة قسم الشؤون المالية. إنها فتاة حكيمة ومرشحة قوية في الانتخابات القادمة لرئاسة مجلس الطلاب. تدير عائلتها متجرًا للواغاشي . تذهب إلى المدرسة بالدراجة. إنها معجبة بأوجيما وتقوم بمنحه أسماء مختلقة مثل (بوكيجما لانه ينحني ويعتذر كثيراً.. باكجيما لانه قام بأفعال غبية). كانت علاقتها مع أختها الكبري هازوكي متوترة بسبب مشاكل عائلية، لكنها فهمتها لاحقًا بعد أن علمت الحقيقة بشأن ولادة هازوكي.

### الشخصيات الثانوية
نوزومي إيداجاوا (باليابانية : 枝川 希美 إيداجاوا نوزومي)
أداء صوتي: هومي موموي (لعبة كمبيوتر)، يوكو جيبو (لعبة PSP  / أنيمي )
نوزومي هي طالبة في السنة الثالثة وهي الرئيسة السابقة لـنادي تقييم الأطعمة. هي أصغر من يوكي لأنها تخطت عدة مراحل في الدراسة في الخارج وعادت إلى اليابان. إنها فتاة عبقرية في مجال العلوم وهي جيدة في صنع الاختراعات المختلفة. وتعد شخصية رئيسية في لعبة الـPSP. وتطلق علي نفسها "نون-تشان" (باليابانية : のんちゃん) .
أوبورو يوميشيما (باليابانية : 夢島 朧 تُنطق باليابانية : يوميشيما أوبرو)
أداء صوتي: ميغومي أوغاتا (لعبة كمبيوتر / لعبة PSP  / أنمي )
أوبرو هو طالب في السنة الأولى ونائب رئيس نادي تقييم الأطعمة. يدير والده شركة حلويات كبيرة تسمى يوماتشان تصنع حلويات تسمي بعصي الياوي. لقبه هو "يومي" (باليابانية : ユメ) . يبدو أن لديه ميول لواطية فإنه يميل إلى التحرش الجنسي بـيوكي ويريد أن يقوم بعمل الجنس معه، مما يضايق الأخير كثيرًا.
آي ساروي (باليابانية : 猿江 愛 تُنطق باليابانية : ساروي آي)
أداء صوتي: تشيوكو ساتو (لعبة كمبيوتر)، يوكا إينوكوتشي (لعبة PSP  / أنمي )
آي هي طالب في السنة الثانية وعضوة في نادي تقييم الأطعمة. ترتدي حلية شعر على شكل جزرة. تدير عائلتها متجرًا للفواكه والخضروات. وكيّ مونزينّاكا هي صديقة طفولتها.
كيّ مونزينّاكا (باليابانية : 門前仲 綺衣 تُنطق باليابانية : مونزينّاكا كيّ)
أداء صوتي: كاورو تسوكيشيرو (لعبة كمبيوتر)، أيومي فوجيمورا (لعبة PSP  / أنيمي )
كيّ هي طالبة في السنة الثانية وعضوة في نادي تقييم الأطعمة ترتدي زخرفة شعر على شكل سمكة. عائلتها تدير متجر أسماك. آي ساروي هي صديقة طفولتها.
هازوكي شينونومي (باليابانية : 東雲 葉月 تُنطق باليابانية : شينونومي هازوكي)
أداء صوتي: تشيهايا ساكيميني (لعبة كمبيوتر)، تشييمي إيشيماتسو (لعبة PSP  / أنيمي )
هازوكي هي مُدرسة تبلغ من العمر 23 عامًا في أكاديمية تاكافوجي. وهي الأخت الكبرى لساتسوكي وهي مستشارة لنادي تقييم الأطعمة.و غالبًا ما تشرب الجعة في قاعة نادي تقييم الاطعمة. إنها تحب يوكي سرا. واعتقدت في البداية أنها ابنة زوجة والدها شينونومي الأولى، لكنها اكتشفت لاحقًا أنها في الواقع الابنة غير الشرعية لعشيقة والدها في ذلك الوقت. وتوفيت زوجة والدها الأولى فيما بعد وتزوج عشيقته التي أنجبت لاحقًا ساتسوكي. عند إدراك ذلك، أُصيبت هازوكي بالاكتئاب وتركت منزل العائلة.
هيداكا شيوهاما (باليابانية : 汐浜 陽高 تُنطق باليابانية : شيوهاما هيداكا)
أداء صوتي: سورين (لعبة كمبيوتر)، أسامي سانادا (لعبة PSP  / أنمي )
هيداكا هي طالبة في السنة الثانية. ظل جنس هيداكا غير معروف حتي الحلقة الأخيرة من الأنمي حيث شوهدت هيداكا ترتدي الزي المدرسي للذكور والإناث. هيداكا هي مراسل في صحيفة ضدد القمع التي تعرف بأختصار بالإيه.أس.بي، وهو أحد نوادي الأخبار في أكاديمية تاكافوجي. تم الكشف لاحقًا أن هيداكا هي فتاة وتم أجبارها علي أرتداء ملابس الفتيان والفتيات كي تقوم بنقل الأخبار حتّي لا يغلق النادي الخاص بها.
ميّرو أرياكي (باليابانية : 有明 美絵瑠 تُنطق باليابانية : أرياكي ميّرو)
أداء صوتي: يوي ساكاكيبارا (لعبة كمبيوتر / لعبة PSP  / أنمي )
ميّرو هي طالبة في السنة الثانية وزميلة يوكي. هي رئيسة أف . أن . أوه  . أس (باليابانية : 腐の巣 تُنطق باليابانية : فو نو سو) ، وهي جمعية لعشاق الأنميات اللواطية التي تسمي بأسم الياوي في أكاديمية تاكافوجي.
ريجي ساجا (باليابانية : 佐賀 玲二 يُنطق باليابانية : ساجا ريجي)
أداء صوتي: ماكورو شيباكي (لعبة كمبيوتر)، كوجي يوسا (لعبة PSP  / أنيمي )
ريجي هو طالب في السنة الثانية وزميل يوكي. وهو نادي مهرجان العجائب (باليابانية : 驚嘆祝祭部 يُنطق باليابانية : كيوتان -شوكوساي-بو) وهو كبير محبي تنظيمه "في أكاديمية تاكافوجي وتظهر مروحة في الجزء العلوي من رأسه. لقبه هو "Garage" (ガレージ Garēji) .
موهيجي تاتسومي (باليابانية : 辰巳 茂平治 تُنطق باليابانية : تاتسومي موهيجي)
أداء صوتي: أوتا كيجيما (لعبة كمبيوتر)، تاكاهيرو ميزوشيما (لعبة PSP  / أنيمي )
موهيجي هو طالب في السنة الثانية. وهو عضو في مجلس الطلاب ورئيس قسم الشؤون العامة. كما أنه مرشح في الانتخابات الرئاسية المقبلة لمجلس الطلاب. يرتدي دائمًا قناعًا غريبًا يشبه الهينوموهيجي .
ياكومو موري (باليابانية : 毛利 夜雲 تُنطق باليابانية : موري ياكومو)
أداء صوتي: سوزوكو هاياتو (لعبة كمبيوتر)، كينيتشي سوزومورا (لعبة PSP  / أنيمي )
ياكومو هو طالب في السنة الثالثة وهو رئيس مجلس الطلاب في بداية كويشوكو . ترشح لرئاسة الجمهورية في انتخابات مجلس الطلاب السابقة كرئيس للجنة لشئون السلامة العامة . إنه فتي مهذب للغاية، لكن شعبيته انخفضت إلى أقل من 30٪ بسبب فضيحة تسمى حادثة أوساوا.
كانا أوجيباشي (باليابانية : 扇橋 香奈 تُنطق باليابانية : أوجيباشي كانا)
أداء صوتي: ماريّا كوراتا (لعبة كمبيوتر)، يوكا إيغوتشي (أنيمي)
كانا هي صديقة ياكومو وصديقة موتيشرو . تعرضت لحادث سيارة أثناء تحقيقها عن صفقة مشبوهة بين أحد أعضاء مجموعة كاتاهيرا وأحد أعضاء لجنة شئون السلامة العامة حيث صدمتها سيارة أحدهم وفقدت الوعي وهي التي علمت موتيشرو طريقة العزف علي الهرمونيكا وهي السبب في أنضمام الأخيرة لأكاديمية تاكافوجي .
يونيا أوساوا (باليابانية : 大沢 ゆいな تُنطق باليابانية : أوساوا يونيا)
أداء صوتي: ريي كوغيميا (أنيمي)
أوساوا هي طالبة من مجموعة كاتاهيرا ومفوضة لجنة شؤون السلامة العامة المعينة حديثًا. وهي السبب خلف ما يعرف بأسم Ōsawa incident (大沢事件 Ōsawa jiken) أثناء تحقيق كانا عن صفقة مشبوهة بين أحد أعضاء مجموعة كاتاهيرا وأحد أعضاء لجنة شئون السلامة العامة حيث قامت يونيا بصدم كانا بسيارتها مما جعلها تفقد الوعي وتعد هي الشخصية الشريرة في الأنمي .

### الشخصيات الضيفة
شخصيات ضيفة من لعبة أود أن أخبر أخي الكبير بأنني أخته الصغري في الحال !
أيومو ميتاني (باليانية : 三谷 歩夢 تُنطق باليابانية : ميتناني أيومو)
أداء صوتي: مينوري تشيهارا (أنمي )
ماتسوري ناناسي (باليابانية : 奈々瀬 奉莉 تُنطق باليابانية : ناناسي ماتسوري)
أداء صوتي: كاناي إيتو (أنمي )
ماو شيجيموري (باليابانية : 茂森 真央 تُنطق باليابانية : شيجيموري ماو)
أداء صوتي: آي كايانو (أنمي )
كيميكا هايدا (باليابانية : 拝田 希実花 تُنطق باليابانية :  هايدا كيميكا)
أداء صوتي: يوكو هيكاسا (أنمي )

## التطوير والإفراج
في شهر نوفمبر لعام 2009، تم تأسيس شركة سبرايت كعلامة تجارية شقيقة للشركة التي تطور الرواية المرئية المعروفة أيضاً بأسم سيلين. يعد أسم الحب والانتخابات والشوكولاتة هو العنوان الأول الذي أختارته شركة سبرايت للعبة والرواية التي يعملون عليها . تم أنتاج اللعبة من قبل أكيرا ساكاموتو. وتم كتابة السيناريو بواسطة كيه كاتاجي، بينما تم تنفيذ التوجيه الفني وتصميم الشخصيات بواسطة يوه Yū Akinashi. تم إنتاج الموسيقى الخلفية من قبل أعضاء Elements Garden ، الذين أنتجوا أيضًا الموسيقى المميزة مع I Sound. تم إصدار Love، Election and Chocolate في 29 أكتوبر 2010 كإصدار محدود، يمكن تشغيله على جهاز كمبيوتر يعمل بنظام Windows . تم إصدار طبعة عادية في 19 نوفمبر 2010. أصدرت Sprite إصدارًا خاصًا من اللعبة في 29 ديسمبر 2011 للاحتفال بذكرى تعديل الرسوم المتحركة، والتي تضمنت كتابًا فنيًا وأغنية واحدة من I Sound. إصدار قابل للعب على PlayStation Portable (PSP) بعنوان Love, Election and Chocolate Portable (恋と選挙とチョコレート ポータブル Koi to Senkyo to Chocolate Pōtaburu) تم إصداره في 27 سبتمبر 2012 بواسطة Kadokawa Games.

## الاقتباسات

### وسائل الإعلام المطبوعة
تم تعديل نسخة المانجا، التي رسمها توكو كانو بعنوان Love, Election and Chocolate (恋と選挙とチョコレート Koi to Senkyo to Chocolate) ، في مجلة Dengeki G's Magazine ASCII Media Works بين إصدارات فبراير 2011 وأبريل 2014. تم إصدار ستة أحجام للدبابات بين 27 يوليو 2011 و 27 مايو 2014.  المانجا الثانية، التي رسمها واكي إيكاوا بعنوان Love, Election and Chocolate SLC (恋と選挙とチョコレートSLC Koi to Senkyo to Chocolate SLC، SLC stands for Stay Little Cat) ، تم تسلسلها في ASCII Media Works ' Dengeki Daioh بين مايو 2011  ويناير 2014. تم إصدار ستة مجلدات لـ SLC بين 27 سبتمبر 2011 و 27 يناير 2014.  أصدر Ichijinsha مجلدين من مختارات المانجا بعنوان Love، Elections & Chocolate Comic Anthology بين أبريل ويوليو 2011. 
رواية خفيفة بعنوان Love, Election and Chocolate a novel (恋と選挙とチョコレート a novel) ، كتبها ياسواكي ميكامي ورسمها AIC و Naoto Ayano ، تم نشره في 21 أغسطس 2012 بواسطة Shogakukan.

### برامج إذاعية عبر الإنترنت
برنامج إذاعي عبر الإنترنت للترويج للعبة بعنوان Koi-Choco Radio! Yumeshima Oboro (Ogata Megumi) no Shokken Ran Yo! ((恋チョコラジオ)夢島朧(おがためぐみ)のショッケン乱YO) Koi-Choco Radio! Yumeshima Oboro (Ogata Megumi) no Shokken Ran Yo! ((恋チョコラジオ)夢島朧(おがためぐみ)のショッケン乱YO) بث 18 حلقة بين 10 ديسمبر 2010 و 5 أغسطس 2011.  تم إنتاج العرض من قبل Lantis واستضافته Megumi Ogata التي صوتت Oboro Yumeshima في Love، Election and Chocolate . تم إحياء العرض بعنوان Koi to Senkyo to Chocolate Radio: Ogata Megumi no Shokken Ran Yo!! (恋と選挙とチョコレート』ラジオ　緒方恵美のショッケン乱YO!!) للترويج للأنمي وكان قد تم بثه مسبقًا في 13 أبريل 2012. بدأ العرض الأسبوعي المنتظم في 27 أبريل 2012 وتنتجه محطة راديو الإنترنت اليابانية Hibiki ؛ تم الإبقاء على أوغاتا كمضيف للبرنامج.

### قصص مصورة يابانية
مسلسل أنمي من 12 حلقة،  إخراج تورو كيتاهاتا وإنتاج AIC Build and Aniplex ، تم بثه بين 6 يوليو و 28 سبتمبر 2012 على TBS و BS-TBS . كتب السيناريو كاتسوهيكو تاكاياما، واستند رئيس الرسوم المتحركة هيرواكي غودا في تصميم الشخصيات المستخدم في الأنمي إلى تصميمات Yū Akinashi الأصلية. موسيقى الأنمي من إنتاج Elements Garden . تم إصدار الأنمي في سبعة مجلدات تجميع أقراص Blu-ray (BD) و DVD بين 26 سبتمبر 2012 و 27 مارس 2013. احتوى مجلد BD و DVD النهائي على حلقة رسوم متحركة أصلية للفيديو قامت شركة Sentai Filmworks بترخيص أنيمي لإصدار الفيديو المنزلي، وبثت شبكة Anime Network المسلسل على موقعها على الويب. تم إصدار Blu-ray و DVD باللغة الإنجليزية في 25 فبراير 2014.  
| No. | Title                       | Original airdate |
| --- | --------------------------- | ---------------- |
| 1 | «Disbanding the Club!»      | 6 يوليو 2012     |
| While taking pictures of members of the student council involved in a shady deal, Kana Ōgibashi is run over by a car and has her evidence destroyed. Soon after, the time comes for the student council's elections and the members of the Food Research Club learn that the front runner Satsuki Shinonome proposes that clubs that have no merit should be sorted out and abolished. Fearing of being forced to disband the club, the Food Research Club decide to have one of their own, Yuki Ojima, run in the election. |                             |                  |
| 2 | «Running for the Election!» | 13 يوليو 2012    |
| Yuki's ability to run for student council isn't the only thing on his mind; he is optimistic that the season of love has finally come. |                             |                  |
| 3 | «Strategy!»                 | 20 يوليو 2012    |
| Yuki blazes the campaign trail in order to secure enough votes to win the primary election. Things seem promising when the current president lends his support. Meanwhile, Chisato's jealousy reaches an all time high. |                             |                  |
| 4 | «Funding!»                  | 27 يوليو 2012    |
| The Food Research Club searches for a way to fund their campaign on making Ōjima the student council president. They decide to sell Ōjima Rolls, and 3,000 Yaoi candy sticks that Oboro's parents' company make and sell. During this time, Ōjima learns more about Shinonome's reasons to become the student council president, and by reading her manifesto, he gets a lead on what he could put up as his own manifesto. Meanwhile, Aomi gets bullied by four of her classmates, which results in them taking her panties off and throwing it in the garbage can. While she searches for her panties, Ōjima passes by her and offers his help, but she strongly declines it. Later, she continues her work on replacing the school's light bulbs, telling her brother to eat without her first. |                             |                  |
| 5 | «Festival!»                 | 17 أغسطس 2012    |
| The primary election begins, but Yuki isn't the only one competing. A cosplay contest determines who wins a chance to be closer with Yuki. |                             |                  |
| 6 | «Ballot Counting!»          | 17 أغسطس 2012    |
| A slip-up, literally, is the only thing that prevents Yuki from delivering the wrong speech. |                             |                  |
| 7 | «Camp!»                     | 24 أغسطس 2012    |
| Ōjima finds out that even he just made it past the preliminaries; however, now that the preliminaries are over, he needs to claim the swing votes if he's to win the election. Hazuki causes Ōjima more problems when he forced to carry her into the girls' dormitory. |                             |                  |
| 8 | «Truth!»                    | 31 أغسطس 2012    |
| While stuck in the girls' dormitory with Satsuki, Ōjima learns more about her family and her sister, Hazuki. |                             |                  |
| 9 | «Accident!»                 | 7 سبتمبر 2012    |
| Ōjima wants to end the discrimination against financial aid students and comes into conflict with Yakumo because it would be an unpopular policy. Ōsawa returns to her position in Security Affairs claiming to be against Ōjima because he isn't likely to be a puppet candidate. A quick glimpse into Chisato's dreams reveals the nightmare she lives with every day. |                             |                  |
| 10 | «Complication!»             | 14 سبتمبر 2012   |
| Ōjima gets hit by a truck but isn't hurt, terrifying those around him, especially Chisato who is devastated by Yuki's close call. Ōjima finds out that Michiru and Kana are both spies of the disciplinary section to help maintain security in the school. Yuki is warned to avoid anti-bullying rhetoric in his campaign. Later, he learns some unsettling and dangerous truths from President Mouri. |                             |                  |
| 11 | «Investigation!»            | 21 سبتمبر 2012   |
| Ōjima learns that the attempted murder of Kana was to hide evidence that she had gathered, and that in order to help her Yakumo put Ōsawa in charge of Public Safety. The Katahira faction is now blackmailing Yakumo to stop all support for Ōjima or they will let Kana die. Ōjima tells Michiru where Kana is and she takes her from the hospital and reminisces with her causing her to wake up from her coma. Still at home, Chisato takes a good look at herself and tries to straighten out her feelings. The episode ends with the Katahira faction attacking Ōjima and Chisato. |                             |                  |
| 12 | «Vote!»                     | 28 سبتمبر 2012   |
| Yuki awakes after the assault to find Chisato missing. Ōsawa made her move and kidnapped her. She will only let her go if Ōjima drops out of the election. After a wild goose chase around the city, President Mouri unexpectedly comes to his aid. At the end, Ōjima becomes the President and Satsuki becomes the Vice President. |                             |                  |
| 13 (OVA) | «Love Sister!»              | 27 مارس 2013     |

## موسيقى
يحتوي Love، Election and Chocolate على ثمانية مقطوعات موسيقية: موضوع افتتاحي واحد، وأغنية واحدة، وستة موضوعات نهائية. الموضوع الافتتاحي هو «مبادرة» لمامي كاوادا من أنا ساوند. أغنية الإدخال هي «قطعة من قلبي» لنامي ماساكي من أنا ساوند. كل بطلة لها موضوعها الختامي، بدءًا من موضوع تشيساتو «أغنية حب صغيرة» لإريكو ناكامورا. موضوع إيزارا هو "Mitsuba no Clover" (三つ葉のクローバー) لمي كادواكي. موضوع Michiru هو "Kimi no Iro Oshiete" (きみのいろ おしえて) بواسطة Asami Imai . موضوع Mifuyu هو "Kizutsukerareru yori Kizutsukeru Hō ga Itai yo, Nante..." (傷つけられるより傷つけるほうが痛いよ、なんて...) بواسطة كاوري ميزوهاشي. موضوع ساتسوكي هو "Aozora StartingLine" (青空StartingLine) بواسطة يو أساكاوا. موضوع النهاية الرئيسي هو «توقيت المجوهرات» من قبل Ceui . تم إصدار ألبوم يحتوي على موضوعات النهاية بعنوان أغاني الشوكولاتة في 27 أبريل 2011 بواسطة Lantis. تم إصدار الموسيقى التصويرية الأصلية للعبة في 27 مايو 2011 بواسطة Sprite. الموضوع الافتتاحي لنسخة PSP هو "Step Ahead" بواسطة Annabel .

## استقبال
من يونيو إلى أكتوبر 2010، احتلت Love، Election and Chocolate المرتبة ثلاث مرات في المراكز العشرة الأولى في الطلبات المسبقة لألعاب الكمبيوتر الشخصي الوطنية في اليابان. وجاءت التصنيفات في المرتبة التاسعة من يونيو إلى أغسطس، وفي المرتبة السادسة من أغسطس إلى سبتمبر، وفي المرتبة الثالثة من سبتمبر إلى أكتوبر. احتلت اللعبة أربع مرات ضمن أفضل 50 لعبة من حيث المبيعات الوطنية لألعاب الكمبيوتر الشخصي في اليابان. كان الترتيب في المرتبة 1 لشهر أكتوبر 2010، ورقم 19 لشهر نوفمبر 2010، ورقم 33 لشهر ديسمبر 2010، ورقم 48 لشهر يناير 2011. تم إصدار نسخة Windows للاحتفال بذكرى اقتباس الأنمي الذي احتل المرتبة 33 من حيث المبيعات في ديسمبر 2011. كانت اللعبة خامس أكثر العناوين مبيعًا على موقع Getchu.com ، وهو موزع رئيسي للروايات المرئية ومنتجات الرسوم المتحركة المحلية، لعام 2010.
في تصنيف لعبة Getchu.com لعام 2010، احتلت Love ، Election and Chocolate ، المرتبة الرابعة في الرسومات، والمرتبة الثامنة في السيناريو، والمرتبة الثامنة في الموسيقى، والمركز الحادي عشر في الأفلام، والسادس بشكل عام. تم التصويت لـ Satsuki Shinonome كأفضل شخصية 14 من الألعاب التي تم إصدارها في ذلك العام. باعت نسخة PSP من Love، Election and Chocolate 16,743 نسخة في الأسبوع الذي تم إصدارها فيه، مما يجعلها سابع أفضل لعبة مبيعًا بخلاف الكمبيوتر الشخصي في اليابان في ذلك الأسبوع.

## روابط خارجية
- الحب والانتخاب والشوكولاتة في Sprite باللغة اليابانية
- الحب والانتخاب والشوكولاتة المحمولة في ASCII Media Works باللغة اليابانية
- الموقع الرسمي للأنمي باللغة اليابانية
- الحب والانتخابات والشوكولاتة (أنمي) في شبكة أخبار الأنمي
- الحب والانتخابات والشوكولاتة في قاعدة بيانات الرواية المرئية